# K-Solo

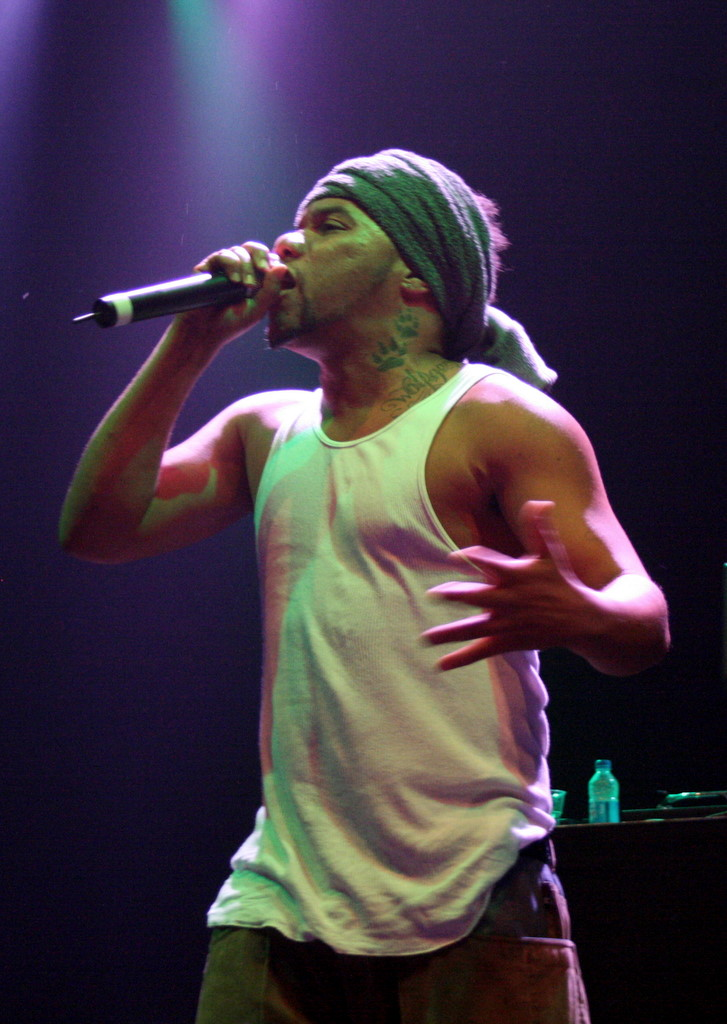
K-Solo

K-Solo, född Kevin Madison 17 april 1968, är en amerikansk rappare från New York som, tillsammans med EPMD, Redman, Das EFX, och Keith Murray, var en del i hiphopkollektivet Hit Squad under 1990-talet, dock är han inte längre associerad med Hit Squad.
Under en tid var han signerad under Death Row Records, men nu driver han sitt eget skivbolag, Waste Management, där bland annat Canibus är signerad.

## Diskografi
- Tell the World My Name (1990)
- Time's Up (1992)
- Escape From Death Row (1993)
- It's Like That My Big Brother (1996)
- Mix Tape Vol 1 Gladiator (1997)
- Mix Tape Vol 2 Road Warrior (1999)
- Mix Tape Vol 3 The Lost Ark (2000)

## Filmografi
- Beef 2 (2004)